# Dwugław
Dwugław (bułg. Двуглав) – szczyt pasma górskiego Riła, w Bułgarii, o wysokości 2605 m n.p.m.